# Borneo (Amsterdam)
Het Borneo-eiland in het Oostelijk Havengebied in Amsterdam-Oost is een schiereiland tussen het Spoorwegbassin en de Entrepothaven. Het ontleent zijn naam aan de Borneokade die over de gehele lengte aan de zuidzijde van west naar oost loopt. Deze kade werd in 1917 vernoemd naar het Oost-Indische eiland Borneo. In 1926 kwam een kolentip in gebruik om kolenwagons te lossen in zeeschepen.
Tot in de jaren tachtig was het een haventerrein en industriegebied. Sindsdien is het schiereiland ingericht voor woningbouw. Hier zijn onder andere de volgende bebouwing opgericht:
- Pacman van Koen van Velsen.
- Scheepstimmermanstraat, 60 woonhuizen van verschillende architecten (Herman Hertzberger, MVRDV, Koen van Velsen e.a.). Veel gepubliceerd voorbeeld van particulier opdrachtgeverschap. Stedenbouwkundig plan en coördinatie door West 8 (Adriaan Geuze). Zie ook participatiebeweging van N. John Habraken.
- Twee rode bruggen verbinden Borneo-eiland over het Spoorwegbassin met Sporenburg.